# EW Lacertae
EW Lac è una stella della costellazione della Lucertola, situata nella parte centrale della costellazione a 25 secondi in Ascensione Retta dal confine con la costellazione di Andromeda.
È una stella variabile eruttiva del tipo Stelle Gamma Cassiopeiae ad elevata rotazione e con emissione di massa dalle zone equatoriali. Le oscillazioni di magnitudine variano fra 5.22 e 5.48 nel visuale. La periodicità della variabile è passata da 0.7364 giorni nel 1951 ad oscillazioni fra 0.800 e 0.700 giorni. Si hanno solo parziali indicazioni di ulteriori periodi più lunghi: riscontrata su un periodo di 3000 giorni un'oscillazione di variabilità fra 5,15 e 5,45 della magnitudine.